# Триумфът на червилата (сериал)
Вижте пояснителната страница за други значения на Триумфът на червилата.
„Триумфът на червилата“ (на английски: Lipstick Jungle) е американски драмедиен сериал по идея на ДеАн Хилайн и Айлийн Хийслър. Базиран е на едноименния роман от Кандис Бушнел, която служи и като изпълнителен продуцент, заедно с Оливър Голдстик.

## „Триумфът на червилата“ в България
В България сериалът започва излъчване на 27 декември 2008 г. по Нова телевизия, всяка събота и неделя от 15:00. Първи сезон завършва на 18 януари 2009 г. Втори сезон започва на 1 декември 2009 г. с разписание всеки делник от 22:00. От 14 декември разписанието му е от 23:40, като от следващия ден до края на излъчването е от 23:30. Последният епизод е излъчен на 21 декември. На 29 септември 2010 г. започват повторенията на първи сезон от сряда до събота от 01:45 и приключват на 9 октомври. На 12 февруари 2011 г. започва повторно втори сезон от сряда до събота от 01:45 Дублажът е на Арс Диджитал Студио, чието име се споменава във втори сезон. Ролите се озвучават от артистите Елена Русалиева, Силвия Лулчева, Гергана Стоянова, Борис Чернев в първи сезон, Владимир Пенев във втори и Васил Бинев.
На 19 декември 2009 г. започва повторно излъчване по bTV Comedy, всяка събота и неделя от 12:00 с повторение от 20:00, а дублажът е записан наново. Първи сезон завършва на 9 януари 2010 г. Ролите се озвучават от артистите Виктория Буреш, Гергана Стоянова, Таня Михайлова, Иван Петков и Тодор Георгиев.
На 7 януари 2012 г. започва повторно излъчване по TV7 с дублажа на Арс Диджитал Студио, всяка събота от 20:45.